# Larca italica
Espèce
Larca italica est une espèce de pseudoscorpions de la famille des Larcidae.

## Distribution
Cette espèce est endémique des Abruzzes en Italie. Elle se rencontre à Teramo dans la grotte Grotta San Angelo.

## Étymologie
Son nom d'espèce lui a été donné en référence au lieu de sa découverte, l'Italie.

## Publication originale
- Gardini, 1983 : Larca italica n. sp. cavernicola dell'appennino abruzzese (Pseudoscorpionida, Garypidae) (Pseudoscorpioni d'Italia 15). Bollettino della Societa Entomologica Italiana, vol. 115, no 4/7, p. 63-69.